# Join (Unix)
join là một lệnh trong các hệ điều hành giống Unix, có chức năng gộp các dòng của hai tập tin văn bản có sắp xếp dựa trên một trường phổ iến trong văn bản. Lệnh tương tự như toán tử join trong cơ sở dữ liệu quan hệ nhưng đối tượng là các tập tin văn bản.
Lệnh join nhận đầu vào là hai tập văn bản và một số tùy chọn. Nếu không có tùy chọn nào được cung cấp, đầu ra của lệnh sẽ giống như miếng ghép các phần của các dòng từ hai văn bản mà có trường đầu tiên giống nhau (hai từ được phân biệt khoảng trắng ở giữa) để tạo thành một dòng mới với trường đầu tiên và phần còn lại của hai dòng.
Tùy chọn cho phép thay đổi ký tự phân trường mặc định (thay vì sử dụng khoảng trắng), lựa chọn trường nào được dùng để so sánh, có hay không xuất ra các dòng mà không có trường so sánh giống nhau. Ta cũng có thể chỉ định đầu ra là một tập tin thay vì phải tái định hướng đầu ra.
Trong ví dụ dưới đây, hai tập tin chứa danh sách cha mẹ của một số người. Cả hai tập tin đều đã được sắp xếp theo trường join - đây là yêu cầu của chương trình.
```
george jim
mary john
```

```
albert martha
george sophie
```

Lệnh join hai tập tin (không có tùy chọn) sẽ trả về:
```
george jim sophie
```